# Res judicata
Res judicata (лат. res judicata — разрешенное дело) — в римском праве положение, в соответствии с которым окончательное решение полномочного суда, которое вступило в силу, является обязательным для сторон спора и не может быть пересмотрено.

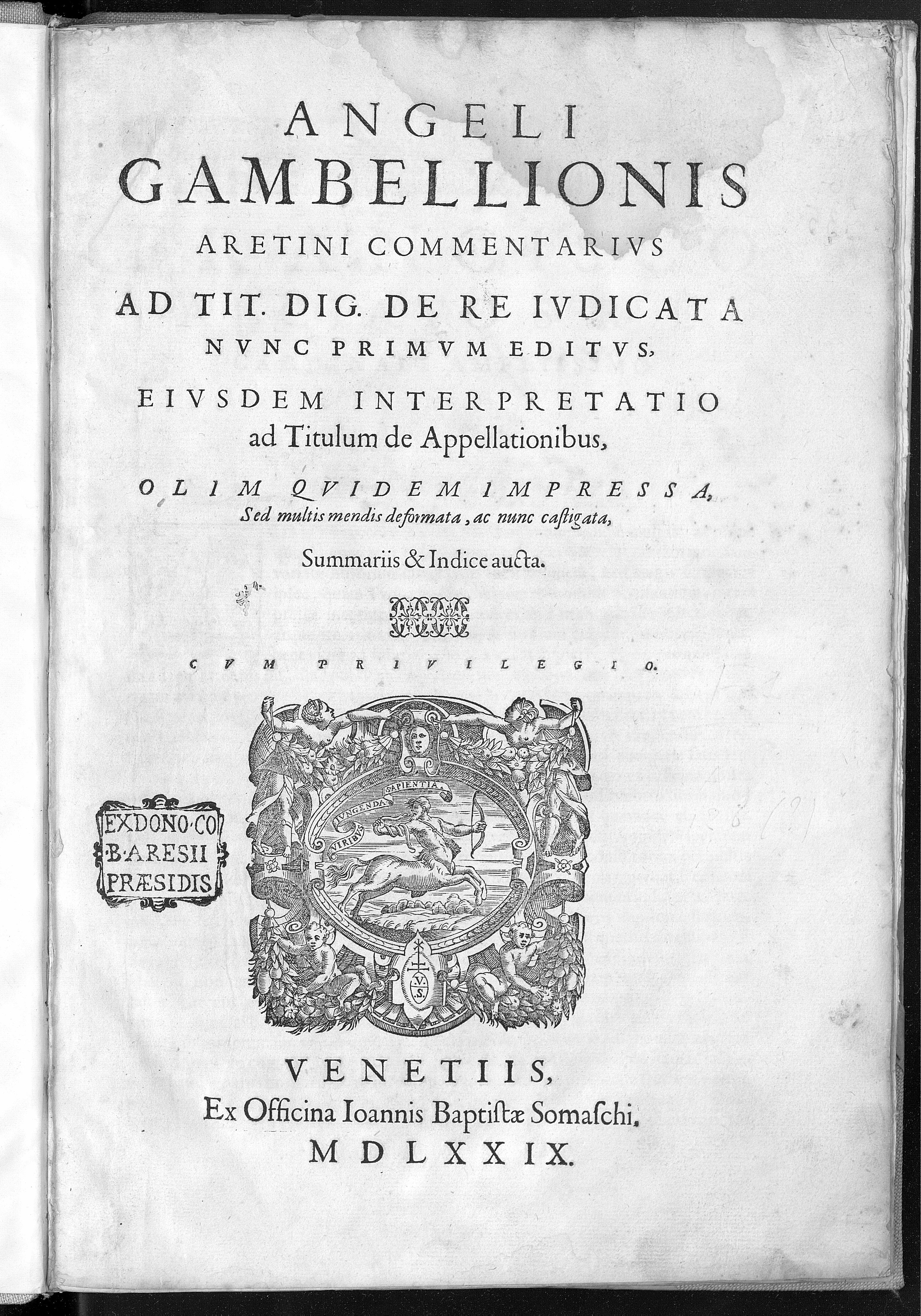
Angelo Gambiglioni, De re iudicata, 1579

В современном международном праве это положение закреплено в Статуте Международного суда ООН:
Статья 59

Решение Суда обязательно лишь для участвующих в деле сторон и лишь по данному делу.

Статья 60

Решение окончательно и не подлежит обжалованию. В случае спора о смысле или объеме решения толкование его принадлежит Суду по требованию любой стороны.
Res judicata применяется также и в таких специфических учреждениях как Европейский суд по правам человека. В соответствии с пунктами 1-2 статьи 44 Европейской конвенции о защите прав и основных свобод человека 1950 года решение большой палаты Суда, а в некоторых случаях – любой из его палат, является окончательным, однако в данном случае решение является обязательным для исполнение лишь в отношении государств.
Принцип res judicata присущ также и арбитражным решениям. Так, статья 81 Конвенции о мирном решении международных столкновений (Гаагская конвенция 1907 года) содержит такое положение:
третейское определение решает спор окончательно и безапелляционно
Модель правил арбитражной процедуры, которая была принята Комиссией международного права ООН, также содержит положение о res judicata. В частности статья 34 содержит положение, устанавливающие, что «арбитражное решение является окончательным решением спора».